# Walpurga Hausmännin
Walpurga Hausmännin (* 1510/1527; † 2. September 1587 in Dillingen an der Donau, Hochstift Augsburg) ist ein Opfer der Dillinger Hexenprozesse. Sie war Hebamme und wurde wegen angeblicher Hexerei, Vampirismus und Kindermord verbrannt. Das Geständnis, das sie unter Folter ablegte, ist ein klassisches Beispiel für die Beziehung zwischen angeblicher Hexe und Teufel. Dieses Muster wurde später noch in vielen Hexenprozessen verwendet.

## Leben
Walpurga Hausmännin war Witwe und lebte in ärmlichen Verhältnissen. Sie arbeitete als lizenzierte Hebamme 19 Jahre lang in der Stadt Dillingen, als sie wegen Zauberei angeklagt und verhaftet wurde.

## Geständnis unter Folter
Walpurgas unter Folter erfundene Urgicht war stilbildend für die Hexengeständnisse der darauffolgenden Verfolgungswellen. Es gibt mehrere Kopien ihres Geständnisses in den Archiven der Region. Ihr Geständnis war so sensationell, dass der Stadtschreiber von Dillingen Dritten Einblick in die Prozessakten gewährte und so Prozessdetails nach außen drangen. Diese wurden von einem anonymen Drucker in der Newe Zeitung, einem Einblattholzschnitt veröffentlicht. Dies war ein Holzschnitt-Flugblatt, eine sogenannte Hexenzeitung (Erweytterte Unholden Zeyttung), die typisch waren für die Hexenverfolgung in Süddeutschland. Der Korrespondent des Augsburger Handelshauses Fugger publizierte eine Abschrift in der Fuggerzeitung. Der Fall Walpurga Hausmännin erregte viel Aufmerksamkeit und wurde weithin bekannt.
Zusammengefasst lautet das Geständnis wie folgt:
Als sie vor 31 Jahren Witwe wurde, habe sie zusammen mit einem Knecht Korn geschnitten. Mit diesem habe sie abgemacht, bei ihr noch in derselben Nacht Unkeuschheit zu treiben. Jedoch sei abends nicht der Knecht, sondern der böse Geist in Gestalt und Kleidung des Knechts erschienen. Erst nachdem sie mit dem Teufel Unzucht getrieben habe, habe sie dessen Geißfuß bemerkt. Der Buhlteufel habe sie verlassen, als sie den Namen Jesus genannt habe. Diese Aussage ist exemplarisch und wird beispielsweise auch von Johannes Junius in den Grundzügen wiederholt. Den halben Taler, den sie vom Buhlteufel als Lohn bekommen habe, habe sie weggeworfen, weil er unecht gewesen sei.
Als ihr Buhlteufel sie in der nächsten Nacht erneut besuchte, habe er ihr Schutz vor Armut versprochen, und sie habe den Teufelspakt mit ihrem Blut unterschrieben. Da sie nicht schreiben könne, habe der Buhlteufel ihr die Hand geführt. Sie sei nachts mit ihrem Buhlteufel auf einer Gabel (vermutlich eine Ofengabel) ausgefahren und habe bei einer Teufelszusammenkunft (Hexensabbat) den großen Teufel kennengelernt. Dieser habe den Teufelspakt bestätigt und sie Höfelin und den Buhlteufel Federlin getauft. Sie sei gezwungen worden, Jesus und die Heiligen zu verleugnen und wäre brutal geschlagen worden, wenn sie nicht alles mitgemacht hätte. Sie habe roten und weißen Wein getrunken, oft gebratene Kinder gegessen, jedoch kein Salz. Sie habe während der 31 Jahre zwar das Abendmahl empfangen, die Hostie aber nicht geschluckt, sondern sie jeweils Federlin gegeben. Federlin habe sie auch in der Haft aufgesucht, um mit ihr Unzucht zu treiben (möglicher Hinweis auf Vergewaltigung während der Haft).
Von Federlin habe sie eine Salbe erhalten, um Mensch und Vieh und die Früchte auf dem Felde zu schädigen. Unter Folter gab sie an, bei ihrer Arbeit als Hebamme 40 Kinder, davon viele ungetauft, entweder mit Federlins Salbe ermordet oder erdrückt und einem Kind das Blut ausgesaugt zu haben. Die 40 Kinder und einige Erwachsene werden alle minutiös aufgezählt mit Namen und Art und Weise, wie sie von Walpurga angeblich zu Tode gebracht worden seien.
Bezeichnend ist, dass sie anfangs vom Teufel (der böse Geist) spricht, dann einen Buhlteufel daraus macht und den Teufel (grosser Teufel) später wieder einführt als jemanden, der sowohl sie als auch den Buhlteufel tauft. So kann nachverfolgt werden, wie sie unter dem Druck der Folterer, die mehr Einzelheiten verlangten, das Teufelsuniversum nach und nach immer weiter ausarbeitet.

## Tod
Walpurga Hausmännin wurde unter dem Augsburger Bischof Marquard zum Tode verurteilt. Ihr Eigentum wurde konfisziert. Die Torturen, die sie auf dem Weg zur Hinrichtungsstätte erdulden musste, wurden im Urteil genau beschrieben:
Auf dem Weg zur Richtstätte sollte der Karren, auf den sie gebunden war, fünfmal angehalten und ihr Leib mit einer Zange gerissen werden. Das erste Mal vor dem Rathaus wurde ihre linke Brust und ihr rechter Arm mit dem glühenden Eisen gerissen, das zweite Mal unter dem Tor ihre rechte Brust, das dritte Mal beim Mühlbach ihr linker Arm und das vierte Mal an der Richtstätte die linke Hand. An der Richtstätte wurde ihr die rechte Hand, mit der sie den Eid als Hebamme geschworen hatte, abgeschlagen, anschließend wurde sie bei lebendigem Leib auf dem Scheiterhaufen verbrannt. Walpurga Hausmännins Asche sollte in einen Fluss gestreut und nicht beerdigt werden.

## Gedenktafel
An die Opfer der Dillinger Hexenprozesse erinnert eine Gedenktafel des Rotary Clubs, die am 12. Dezember 1994 im Dillinger Schlosshof gegen den Widerstand des Bischöflichen Ordinariats enthüllt wurde.